# Joop Holsbergen
Joop Holsbergen (Amerongen, 24 januari 1895 - Nijverdal, 8 januari 1990) was een Nederlandse tekenaar, schilder en beeldhouwer.

## Leven en werk
Holsbergen, wiens werk tot het zogenaamde Twents realisme wordt gerekend, was naast schilder en tekenaar ook beeldhouwer. Hij schilderde figuurvoorstellingen, zeegezichten,
landschappen, dieren en stillevens. Tot de Tweede Wereldoorlog was hij in Twente werkzaam. Daarna verhuisde hij naar het westen van Nederland.
Een deel van zijn werk is te zien in het Skulpturenpark Groeneveld in Almelo, waar zijn nalatenschap wordt beheerd door de Stichting Joop Holsbergen.
Holsbergen is een van de Twentenaren, die een plek heeft gekregen in de Canon van Twente.

## Werken in de openbare ruimte (selectie)
- Heino De discuswerper
- Heino De uil

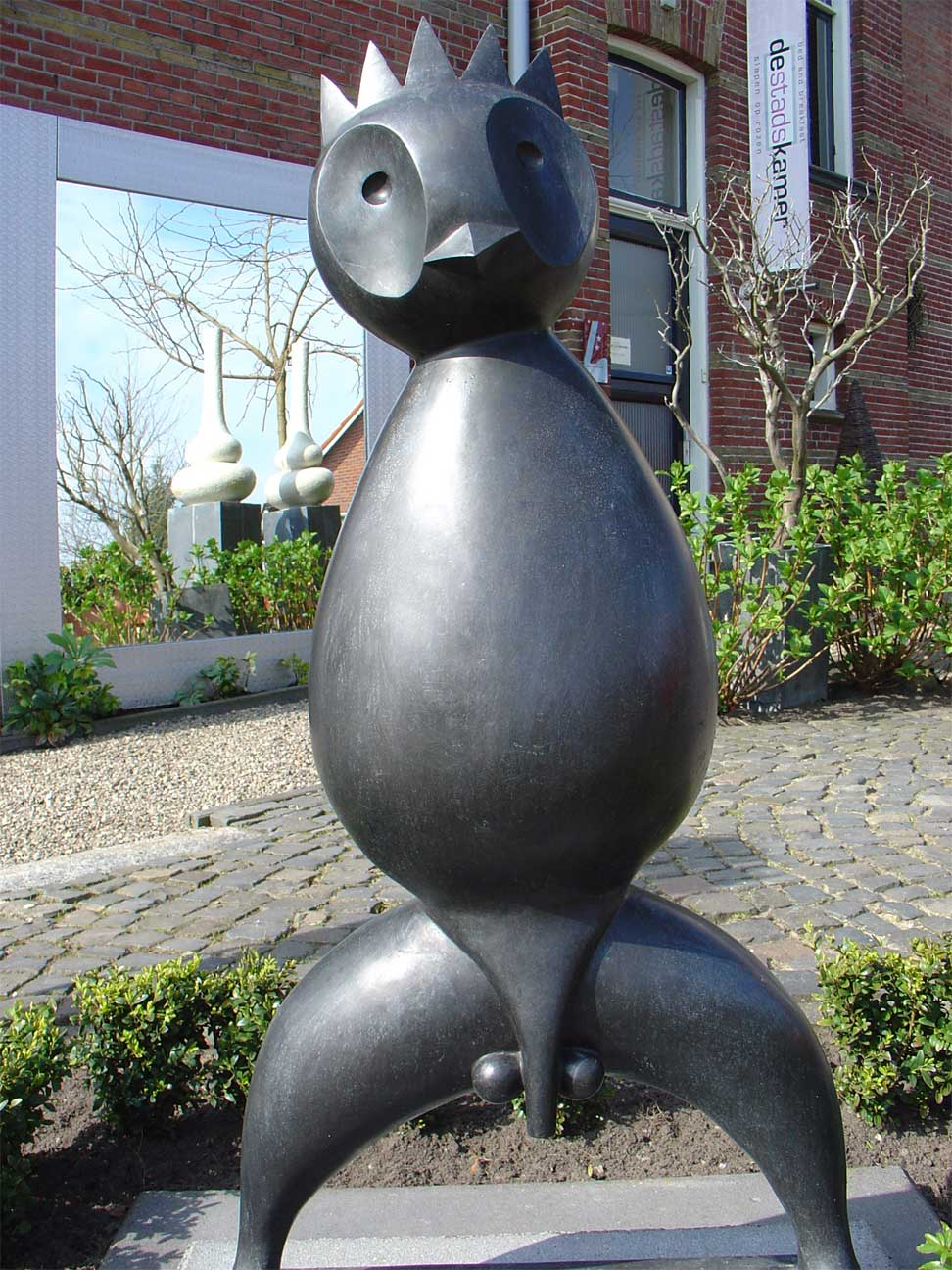
Ootmarsum Het mannetje of De weegschaal
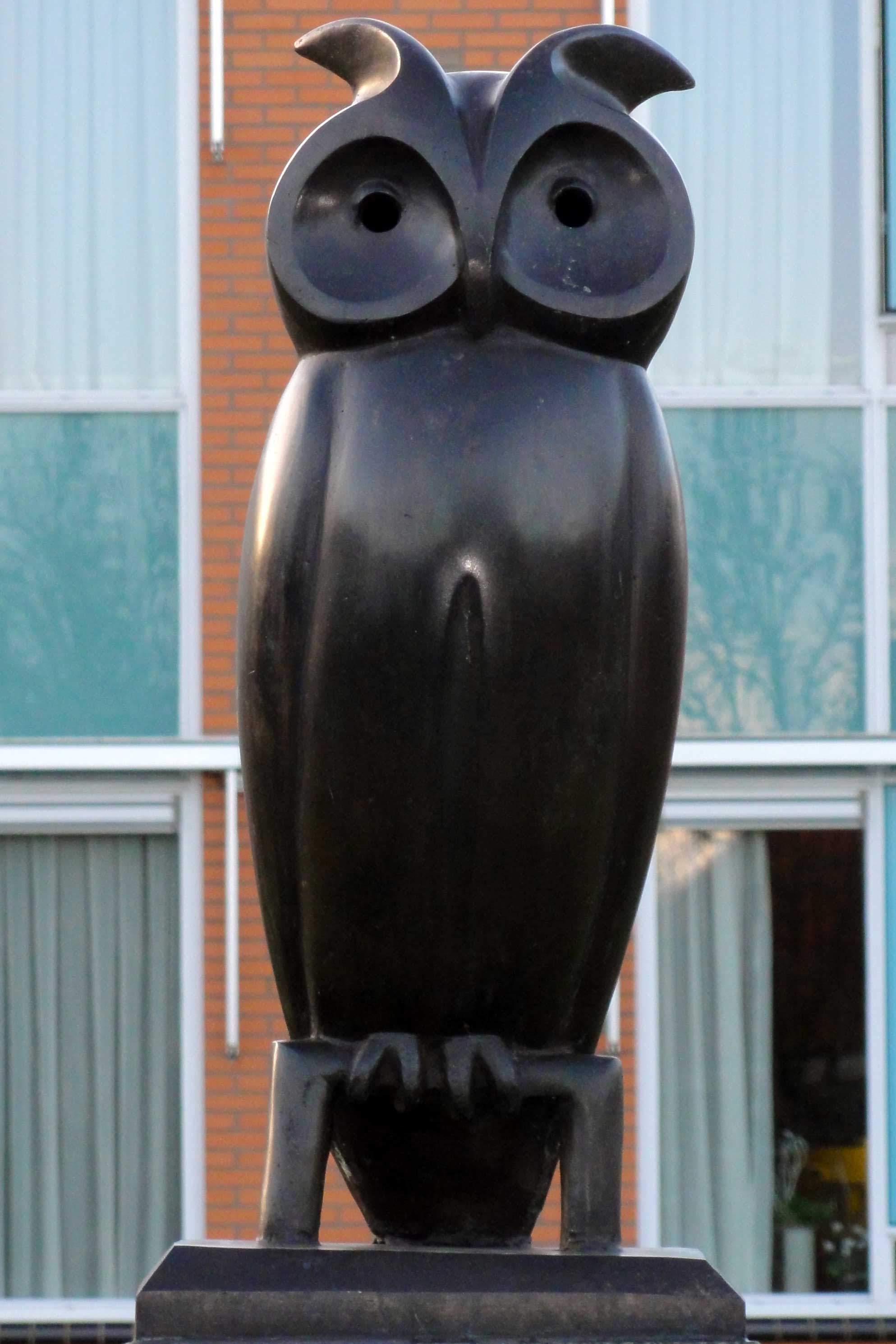
De uil (2000), Heino